# Öttusa a 2012. évi nyári olimpiai játékokon
A 2012. évi nyári olimpiai játékokon az öttusában a férfi egyéni versenyt augusztus 11-én, a női egyéni versenyt augusztus 12-én rendezték. A versenyeken összesen 36 férfi és 36 női sportoló vett részt.
Magyarországot a férfiak versenyében Kasza Róbert és Marosi Ádám, a női versenyben Tóth Adrienn és Kovács Sarolta képviselte.

## Éremtáblázat
(A táblázatokban Magyarország és a rendező nemzet sportolói eltérő háttérszínnel, az egyes számoszlopok legmagasabb értéke vagy értékei vastagítással kiemelve.)
| A 2012. évi nyári olimpiai játékok éremtáblázata öttusában | A 2012. évi nyári olimpiai játékok éremtáblázata öttusában | A 2012. évi nyári olimpiai játékok éremtáblázata öttusában | A 2012. évi nyári olimpiai játékok éremtáblázata öttusában | A 2012. évi nyári olimpiai játékok éremtáblázata öttusában | Olimpia  |
| ---------------------------------------------------------- | ---------------------------------------------------------- | ---------------------------------------------------------- | ---------------------------------------------------------- | ---------------------------------------------------------- | -------- |
|                                                            | Ország                                                     | Arany                                                      | Ezüst                                                      | Bronz                                                      | Összesen |
| 1.                                                         | Csehország (CZE)                                           | 1                                                          | 0                                                          | 0                                                          | 1        |
| 1.                                                         | Litvánia (LTU)                                             | 1                                                          | 0                                                          | 0                                                          | 1        |
|                                                            |                                                            |                                                            |                                                            |                                                            |          |
| 3.                                                         | Kína (CHN)                                                 | 0                                                          | 1                                                          | 0                                                          | 1        |
| 3.                                                         | Nagy-Britannia (GBR)                                       | 0                                                          | 1                                                          | 0                                                          | 1        |
|                                                            |                                                            |                                                            |                                                            |                                                            |          |
| 5.                                                         | Brazília (BRA)                                             | 0                                                          | 0                                                          | 1                                                          | 1        |
| 5.                                                         | Magyarország (HUN)                                         | 0                                                          | 0                                                          | 1                                                          | 1        |
|                                                            |                                                            |                                                            |                                                            |                                                            |          |
| Összesen                                                   | Összesen                                                   | 2                                                          | 2                                                          | 2                                                          | 6        |

## Érmesek
| A 2012. évi nyári olimpiai játékok érmesei öttusában |                                     |                                        |                                  |
| Versenyszám                                          | Arany                               | Ezüst                                  | Bronz                            |
| Férfi egyéni                                         | David Svoboda · Csehország (CZE)    | Cao Zhongrong · Kína (CHN)             | Marosi Ádám · Magyarország (HUN) |
| Női egyéni                                           | Laura Asadauskaitė · Litvánia (LTU) | Samantha Murray · Nagy-Britannia (GBR) | Yane Marques · Brazília (BRA)    |